# Paris-Roubaix de 1901
A 6.º edição da corrida ciclista Paris-Roubaix teve lugar a 7 de abril de 1901 e foi vencida pelo francês Lucien Lesna. A prova contou com 280 quilómetros. Tomaram a saída 60 corredores.

## Classificação final

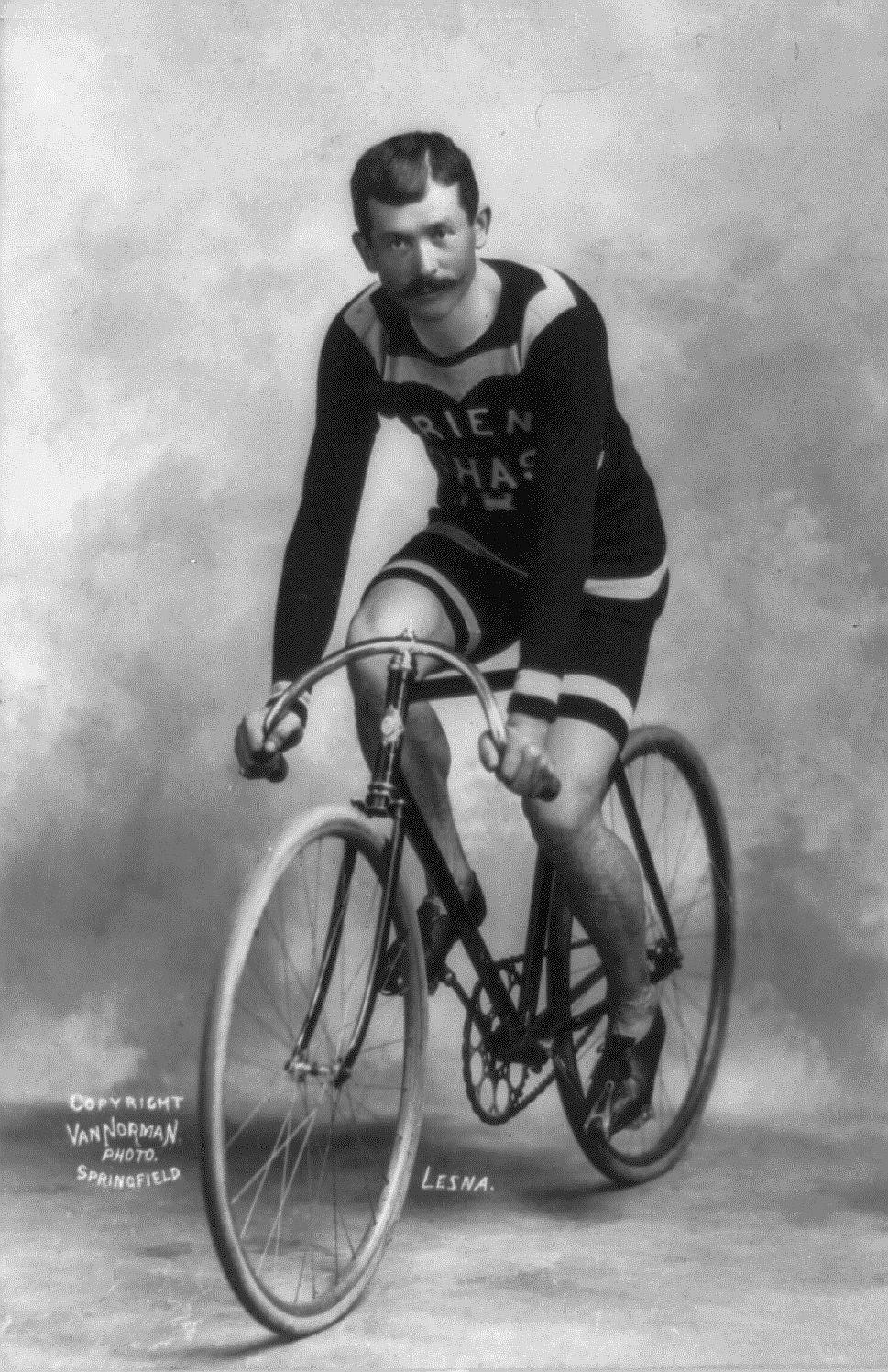
Lucien Lesna vencedor desta edição.

| Posição | Ciclista           | Equipa | Tempo      |
| ------- | ------------------ | ------ | ---------- |
| 1       | Lucien Lesna       | -      | 10h49'36"  |
| 2       | Ambroise Garin     | -      | a 26'00"   |
| 3       | Lucien Itsweire    | -      | a 40'03"   |
| 4       | Alphonse Seys      | -      | a 59'42"   |
| 5       | Louis Schiller     | -      | a 1h09'59" |
| 6       | Alexandre Foureaux | -      | a 1h13'12" |
| 7       | Jean Fischer       | -      | a 1h18'03" |
| 8       | Édouard Wattelier  | -      | a 1h19'36" |
| 9       | Pierre Chevalier   | -      | a 1h26'00" |
| 10      | Georges Pasquier   | -      | a 1h41'13" |